# コニカミノルタセンシング
コニカミノルタセンシングは、電気機器メーカーのコニカミノルタグループの計測機器分野の事業会社であった。

## 概要
コニカミノルタグループの計測機器分野の事業会社として光学技術を利用した各種計測機器を幅広く生産・販売している。ユニークな製品を開発・製造しており、ディスプレイ用計測機器、新生児黄疸計などを筆頭にトップシェア商品を多く持つ。
- 本社所在地: 大阪府堺市堺区大仙西町3-91
- 連結従業員数: 350名（2008年3月現在）
- 資本金: 4億95百万円

製品の種類
非接触の3次元デジタイザや各種ディスプレイデバイス用の輝度・色度計測器はじめ、測色計や光計測器など研究開発、品質管理・検査や製造部門で利用する産業用計測機器。
パルスオキシメータや新生児黄疸計などの医療用計測機器
農作物の生育状態をモニターできる葉緑素計などの農業用計測機器

## 沿革
- 1928年  田嶋一雄「日独写真機商店」を創業。
- 1962年  社名を「ミノルタカメラ株式会社」に。
- 1968年  宇宙露出計「スペースメータ」アポロ8号に搭載。TVカラーアナライザ発売
- 1977年 「オキシメータ」発売,「輝度計」発売
- 1979年 「照度計」発売
- 1980年 「黄疸計」発売
- 1981年 「色彩色差計」,「放射温度計」,「葉緑素計」　発売
- 1987年  計測機器事業部発足。
- 1989年 「CRTカラーアナライザ」発売
- 1994年  社名を「ミノルタ株式会社」に。
- 1997年 「非接触3次元デジタイザ」発売
- 2003年  ミノルタ株式会社が計測機器事業の準備子会社として「ミノルタセンシング株式会社」を設立。ミノルタ株式会社から同事業を継承し、社名を「コニカミノルタセンシング株式会社」に。
- 2012年　コニカミノルタオプト株式会社の光学事業を吸収分割により継承し、社名を「コニカミノルタオプティクス株式会社」に。
- 2013年　グループ再編によりコニカミノルタホールディングス株式会社へ吸収合併され解散。同社は「コニカミノルタ株式会社」に。

## 関連企業
- コニカミノルタホールディングス株式会社
- Konica Minolta Sensing America, Inc.
- Konica Minolta Sensing Europe B.V.
- Konica Minolta Sensing Singapore, Pte. Ltd.